# La quinta piaga d'Egitto
La quinta piaga d'Egitto (The Fifth Plague of Egypt) è un dipinto a olio su tela (124×183 cm) del pittore inglese William Turner, realizzato nel 1800 e conservato al museo d'arte di Indianapolis.

## Descrizione
La quinta piaga d'Egitto, eseguita nel 1800, fu la prima opera di Turner a soggetto biblico e, soprattutto, il primo dipinto dove gli elementi naturali sono in tempestosa agitazione, in pieno accordo con l'estetica romantica del Sublime. Il dipinto raffigura la settima piaga d'Egitto, e non la quinta, come si potrebbe dedurre dal titolo (che in realtà è errato): in primo piano giacciono i cadaveri di due cavalli e di un uomo, mentre a destra troviamo Mosè con le braccia tese verso il cielo. Il Faraone, secondo il racconto biblico, si era infatti opposto alla partenza degli Ebrei dall'Egitto, e pertanto una terribile pioggia di grandine e di fuoco si abbatté per volontà divina sul suo popolo: la piramide bianca sullo sfondo del dipinto sta a suggerire la collocazione geografica dell’avvenimento e, con la sua lucentezza diafana, contrasta con il cielo plumbeo, ingombro di nuvolaglie gravide di tempesta.
Malgrado l'errore nascosto nel titolo l'opera suscitò parecchi consensi, e furono molti i critici ad esprimersi in termini favorevoli, soprattutto per lo stile, che dichiara apertamente le influenze di Nicolas Poussin, autore di un Paesaggio con un serpente certamente visto da Turner, e della Niobe di Richard Wilson, all'epoca appartenente alle collezioni di sir George Beaumont. La quinta piaga d'Egitto, in ogni caso, fu acquistata per centocinquanta guinee da William Beckford, il quale espose l'opera presso la propria dimora di Fonthill, tra due quadri di Lorrain in suo possesso. Il 24 agosto 1807 il dipinto fu comprato all'asta Fonthill da Jeffrey, per poi peregrinare da una collezione all'altra, fino a quando, nel 1955, trovò la sua collocazione definitiva presso il museo d'arte di Indianapolis.